# Idaea sardinia
Idaea sardinia là một loài bướm đêm trong họ Geometridae.